# ماتی پاتلاینن
ماتی پاتلاینن (فنلاندی: Matti Paatelainen؛ زادهٔ ۱۷ ژوئیهٔ ۱۹۴۴) بازیکن و مربی فوتبال اهل فنلاند بود.
از باشگاه‌هایی که در آن بازی کرده‌است می‌توان به باشگاه فوتبال هاکا و باشگاه فوتبال اچ‌آی‌اف‌کی اشاره کرد.
وی همچنین در تیم ملی فوتبال فنلاند بازی کرده‌است.